# Vincenzo Musolino
Vincenzo Musolino (Reggio Calabria, 9 maggio 1930 – Roma, 9 maggio 1969) è stato un attore e regista italiano.

## Biografia
Nativo di Benestare, visse lì fino all'età di vent'anni. Alto e di bella presenza, mentre prestava servizio militare come marinaio a Venezia, venne scoperto da Renato Castellani, che lo volle come interprete principale del film Due soldi di speranza, con cui il regista vinse il Grand Prix du Festival (Palma d'oro) di Cannes. A questo primo film ne seguirono altri 25 (di cui due come regista) in cui Musolino venne impiegato in parti secondarie, ma quasi sempre diretto da grandi registi, come Vittorio De Sica, Pietro Germi e Luigi Comencini. 
La carriera di Vincenzo Musolino proseguì fino agli ultimi anni della sua breve vita. In qualità di produttore e regista di film western, esordì nel 1968 con Chiedi perdono a Dio... non a me, utilizzando lo pseudonimo di Glenn Vincent Davis. L'anno successivo diresse il suo ultimo film, Quintana, a cui seguì la prematura morte, avvenuta il 9 maggio del 1969, giorno del suo 39º compleanno.

## Filmografia

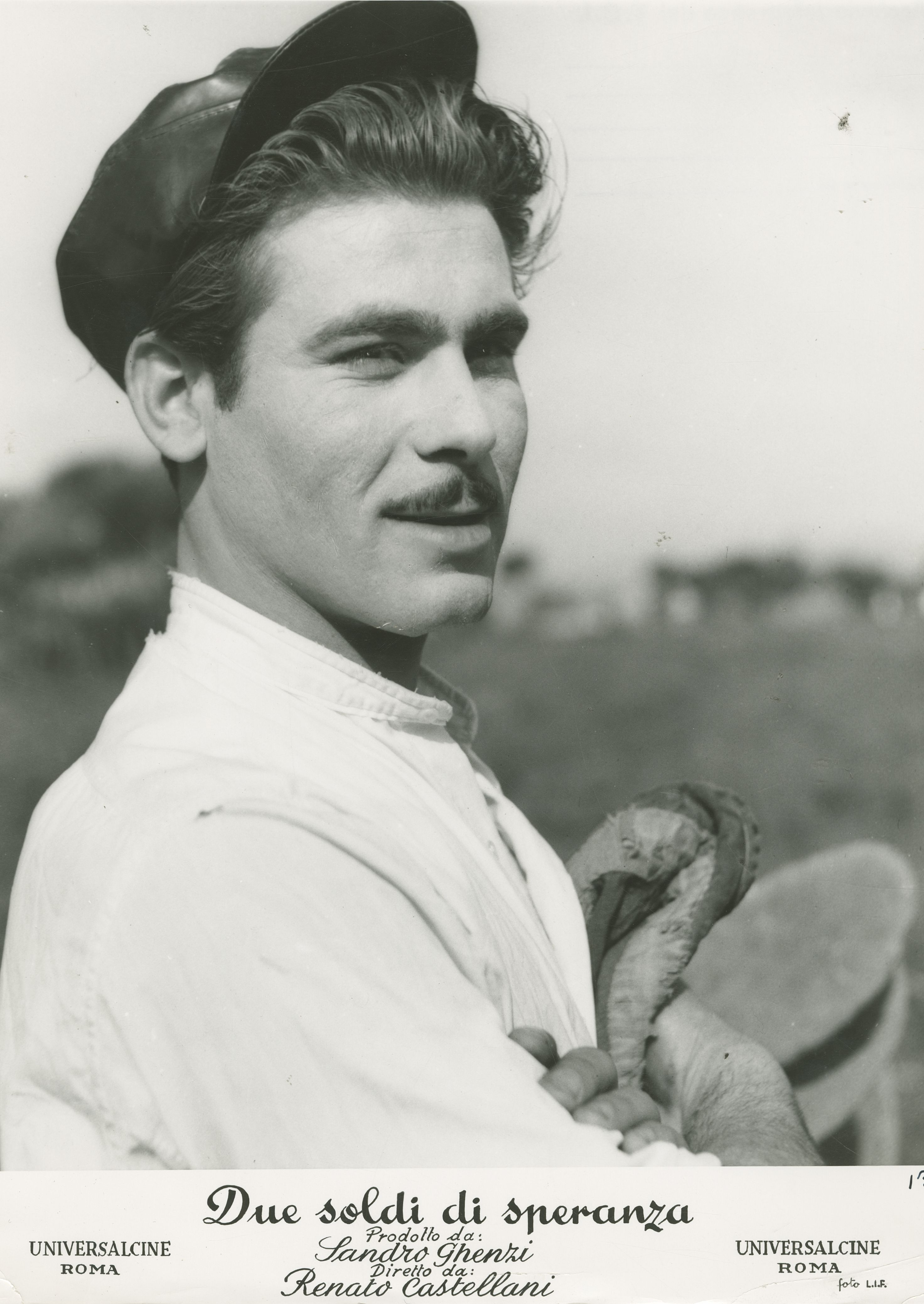
Musolino in Due soldi di speranza, film del 1952 diretto da Renato Castellani

Vincenzo Musolino e Mariolina Bovo nel film Dramma nel porto (1956)

### Attore
- Due soldi di speranza, regia di Renato Castellani (1951)
- Il brigante di Tacca del Lupo, regia di Pietro Germi (1952)
- Il prezzo dell'onore, regia di Ferdinando Baldi (1952)
- Gelosia, regia di Pietro Germi (1953)
- Noi cannibali, regia di Antonio Leonviola (1953)
- Desiderio 'e sole, regia di Giorgio Pàstina (1954)
- Napoli piange e ride, regia di Flavio Calzavara (1954)
- Nessuno ha tradito, regia di Roberto Bianchi Montero (1954)
- Dramma nel porto, regia di Roberto Bianchi Montero (1956)
- I vagabondi delle stelle, regia di Nino Stresa (1956)
- Le avventure di Roby e Buck, regia di Gennaro De Dominicis (1957)
- La ciociara, regia di Vittorio De Sica (1960)
- Tutti a casa, regia di Luigi Comencini (1960)
- Caccia all'uomo, regia di Riccardo Freda (1961)
- Gli incensurati, regia di Francesco Giaculli (1961)
- Duello nella Sila, regia di Umberto Lenzi (1962)
- Il segno del vendicatore, regia di Roberto Mauri (1962)
- Il trionfo di Robin Hood, regia di Umberto Lenzi (1962)
- Lo sparviero dei Caraibi, regia di Piero Regnoli (1962)
- Mare matto, regia di Renato Castellani (1963)
- Michelino Cucchiarella, regia di Tiziano Longo (1964)
- Zorikan lo sterminatore, regia di Roberto Mauri (1964)

### Regista
- Chiedi perdono a Dio... non a me (1968)
- Quintana (1969)

### Sceneggiatore
- Perché uccidi ancora, regia di José Antonio de la Loma e Edoardo Mulargia (1965)
- Vayas con dios, Gringo, regia di Edoardo Mulargia (1966)
- Cjamango, regia di Edoardo Mulargia (1967)
- Non aspettare Django, spara, regia di Edoardo Mulargia (1967)

## Doppiatori italiani
- Aldo Giuffré in Due soldi di speranza
- Gualtiero De Angelis in Il prezzo dell'onore
- Giuseppe Rinaldi in Napoli piange e ride
- Emilio Cigoli in Duello nella Sila
- Silvano Tranquilli in Il trionfo di Robin Hood